# Jerome Flynn
Jerome Patrick Flynn (Bromley, 16 de março de 1963) é um ator e cantor britânico. É conhecido pelos seus papéis de Corporal Paddy Garvey na série da ITV, Soldier Soldier e de Bronn na série de sucesso da HBO, Game of Thrones. Jeremy alcançou a fama no Reino Unido nos anos 1990 como metade da dupla musical Robson & Jerome que viu vários dos seus singles chegar a número 1 das tabelas dos mais vendidos naquele país.

## Primeiros Anos
Jerome Flynn nasceu em Bromley, Kent. O seu pai era o também ator e cantor Eric Flynn e a sua mãe era professora de teatro. Jerome tem um irmão e uma irmã e um meio-irmão e uma meia-irmã, frutos do segundo casamento do seu pai. O seu irmão, Daniel Flynn também é ator e o seu meio-irmão é o músico e ator Johnny Flynn

## Carreira
Em 1986, Jerome participou no episódio piloto da série London's Burning no papel do Bombeiro Kenny "Rambo" Bains. Em 1988 interpretou o papel de Freddie na série dramática da ITV The Fear que explorava o submundo de Londres. Em 1992 interpretou o papel de D.S Eddie Hargreaves em seis episódios da série policial Between the Lines.
Soldier Soldier terminou em 1997. Depois desta série de sucesso, Jerome Flynn protagonizou a comédia dramática Ain't Misbehavin' (1997) no papel de Eddie Wallis. O seu companheiro de banda, Robson Green também participa no filme. Protagonizou também a série de pouco sucesso, Badger, em 1999. No mesmo ano, interpretou o papel de Bobby Charlton no filme Best. No teatro, interpretou o papel de Tommy Cooper na peça Jus' Like That, um tributo ao comediante e mágico escrita por John Fisher e encenada por Simon Callow. Em 1997, Flynn realizou e protagonizou o filme de baixo orçamento, Rude Tales. O filme foi posteriormente cortado e lançado como uma série.
Em julho de 2010, a HBO confirmou que Jerome iria interpretar o papel de Bronn na série Game of Thrones, baseada na série de livros A Song of Ice and Fire de George R. R. Martin.
Jerome faz a voz de Daniel (o cão) na série infantil Tommy Zoom.Jerome participou num episódio da série documental So You Think You're Royal?, onde descobriu que é descendente de Oliver Cromwell pelo lado da sua mãe e através do filho de Cromwell, Henry. Descobriu ainda que é descendente dos reis Eduardo I, de Eduardo II, e de Eduardo III da Inglaterra.
Jerome Flynn é um dos protagonistas das três temporadas da série Ripper Street da BBC, com Matthew Macfadyen.

## Vida pessoal
Jerome é vegetariano desde os 18 anos e é benfeitor da The Vegetarian Society, Jerome diz que: "É o que fazemos que conta, o impacto que causamos, e por isso não preciso de nenhuma motivação. A ideia de não ser vegetariano é ridícula, é impensável, simplesmente. É voltar atrás. Nunca mais volto a comer carne pelas mesmas razões que me levaram a deixar de a comer. Não quero estar envolvido nesse tipo de sofrimento.
Houve rumores de que Jerome estaria envolvido com a sua colega de Game of Thrones, Lena Headey, porém, a relação terminou mal e os dois nunca se encontram enquanto estão a filmar a série.

## Filmografia

### Filmes
| Ano  | Título                      | Papel                                 |
| ---- | --------------------------- | ------------------------------------- |
| 1986 | London's Burning: The Movie | Rambo                                 |
| 1988 | A Summer Story              | Joe Narracombe                        |
| 1988 | To Kill a Priest            |                                       |
| 1991 | Edward II                   | Edmund of Woodstock, 1st Earl of Kent |
| 1991 | Kafka                       | Castle Attendant                      |
| 1993 | Don't Leave Me This Way     | Tony Fleming                          |
| 1995 | A Mind to Murder            | Peter Nagle                           |
| 2000 | Best                        | Bobby Charlton                        |
| 2007 | Rude Tales                  | Jerome Rude                           |
| 2013 | Dante's Daemon              | Fisherman                             |

### Televisão
| Ano           | Título                 | Papel                   | Notas                                                              |
| ------------- | ---------------------- | ----------------------- | ------------------------------------------------------------------ |
| 1985          | American Playhouse     | Kurt                    | 1 episódio ("Displaced Person")                                    |
| 1986          | Screen Two             | Nigel                   | 1 episódio ("The Russian Soldier")                                 |
| 1986          | The Monocled Mutineer  | Franny                  | 2 episódios ("When the Hurly-Burly's Done", "Before the Shambles") |
| 1986          | Breaking Up            | John Mailer             |                                                                    |
| 1988          | Troubles               | Matthews                | Mini-série                                                         |
| 1988          | The Fear               | Freddie                 |                                                                    |
| 1989          | Flying Lady            | Benny Barton            | 1 episódio ("The Trip")                                            |
| 1990          | Bergerac               | Alan Bruton             | 1 episódio ("Under Wraps")                                         |
| 1991          | Casualty               | Alan Deacon             | 1 episódio ("Living in Hope")                                      |
| 1991          | Boon                   | Chris Shepley           | 1 episódio ("Lie of the Land")                                     |
| 1991-95       | Soldier Soldier        | Patrick "Paddy" Garvey  |                                                                    |
| 1992          | Between the Lines      | Eddie Hargreaves        | 6 episódios                                                        |
| 1997          | Ain't Misbehavin'      | Eddie Wallis            | Mini-série                                                         |
| 1999          | Ruth Rendell Mysteries | Martin Urban            | 1 episódio ("The Lake of Darkness")                                |
| 1999-00       | Badger                 | Tom McCabe              |                                                                    |
| 2007          | Tommy Zoom             | Daniel                  | Voz                                                                |
| 2011–2019     | Game of Thrones        | Sor Bronn da Água Negra |                                                                    |
| 2012–presente | Ripper Street          | Bennet Drake            |                                                                    |
| 2016          | Black Mirror           | Hector                  | 1 episódio ("Shut Up and Dance")                                   |

### Prémios e nomeações
| Ano  | Prémio                            | Categoria                          | Trabalho        |
| ---- | --------------------------------- | ---------------------------------- | --------------- |
| 2011 | Screen Actors Guild Award         | Melhor Elenco Numa Série Dramática | Game of Thrones |
| 2013 | British Academy Television Awards | Melhor Ator Secundário             | Ripper Street   |